# Yi Gang

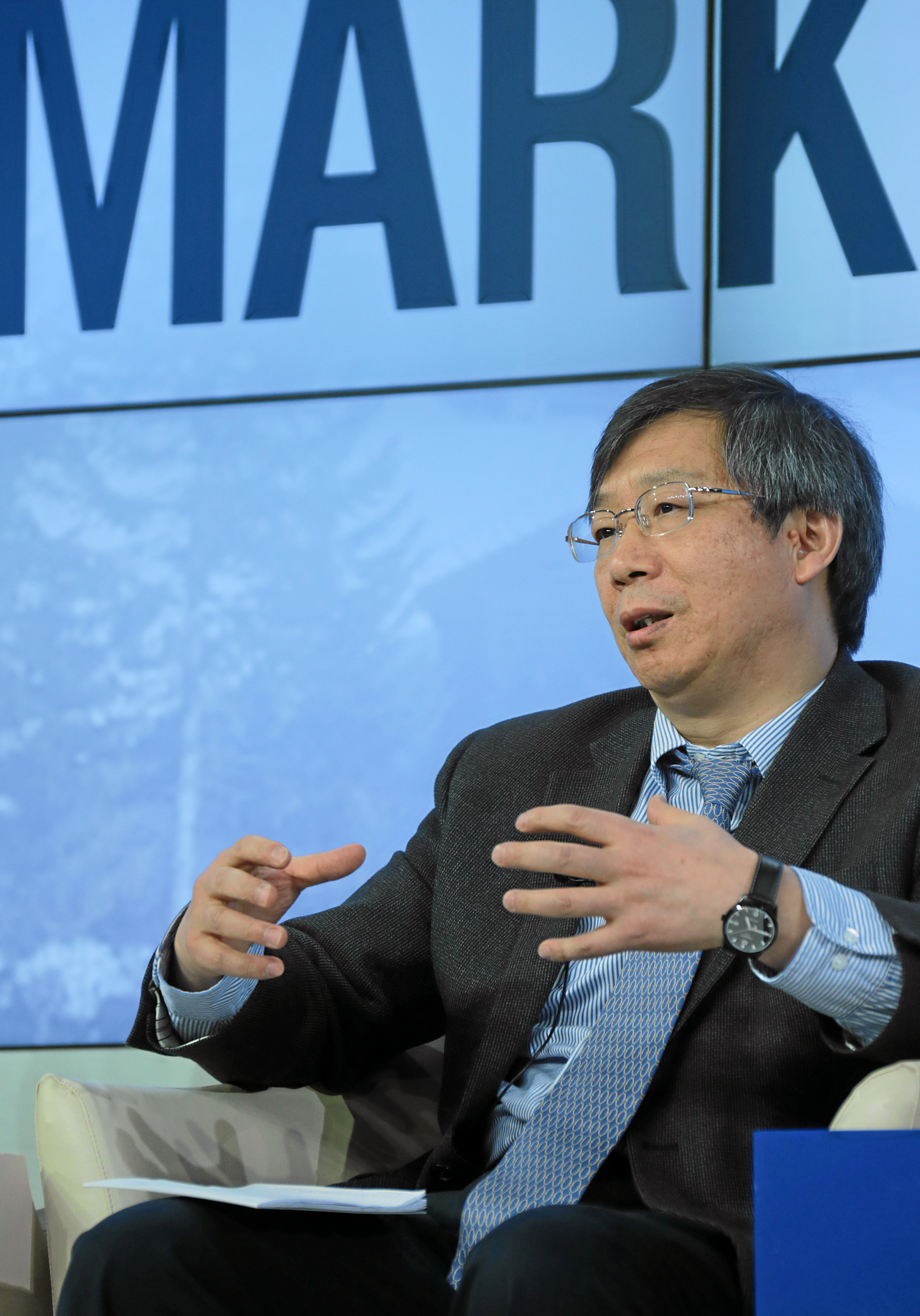
Yi Gang (2013).

Yi Gang (chino: 易纲; en chino, 易纲; pinyin, Yì Gāng: en chino, 易纲; pinyin, Yì Gāng) (nacido 1958) es un economista, agente del FMI, y desde 2018, gobernador del Banco de la República Popular China. Yi es también fue director del State Administration of Foreign Exchange.

## Biografía
Yi Gang nació en Pekín en 1958. Estudió en la Universidad de Pekín, en la Universidad Hamline en Saint Paul, Minnesota y obtuvo su doctorado de Economía en la Universidad de Illinois  Más tarde se convirtió en profesor IUPUI, fue durante esta época cuando se unió a la facultad de la Universidad de Pekín como profesor profesor. Yi se convertirá en subdirector del Centro para Búsqueda Económica, y doctor en Economía. Se unió al Banco Popular de China en 1997 y entonces sucesivamente sirvió como Vicesecretario General y Secretario General del Comité de Política monetaria, y más adelante Subdirector General y director general del Departamento de Política monetaria. Yi será nombrado asistente del gobernador, así como Presidente de la Oficina de Operaciones entre septiembre de 2006 a octubre de 2007. En diciembre de 2007, es nombrado Vicegobernador del Banco Popular. De 2009,  sirve como Director de la Administración Estatal de Cambio (SAFE) hasta el 12 de enero de 2016.
En octubre de 2016, Yi representó a China en reuniones semi-anuales del FMI y del Banco Mundial en Washington D. C., aquí establecerá estrechas relaciones con el gobernador y banquero inglés Mark Carney. Yi fue el artífice de la unión del yuan a la canasta de DEG, convirtiendo al yuan en una moneda de reserva de divisas del FMI, así como el dólar, el euro o el yen 
En marzo de 2018, Yi fue nombrado gobernador del Banco Popular de China por Xi Jinping.